# Джерело № 2 «Софія»
Джерело № 2 «Софія» — одне з 25 джерел мінеральної води Трускавця, входить до складу водозабору «Юзі». 

## Розташування
Джерело № 2 «Софія» розташоване на лівому березі потічка Воротище, у 2 км. західніше від курортної балки в парку «Курортний», у місцевості Городище. 
Являє собою кам'яну криницю, глибиною — 2,1 м., діаметром — 0,8 м. Стіни криниці закріплені бетонними кільцями. Над криницею зведено шестикутний надкапажний павільйон. 

## Історія
Джерело № 2 «Софія» почали використовувати з 1842 року для лікування. Дебіт джерела на витоку, на рівні 1 м. нижче гирла, складав 0,2 м³/добу. 

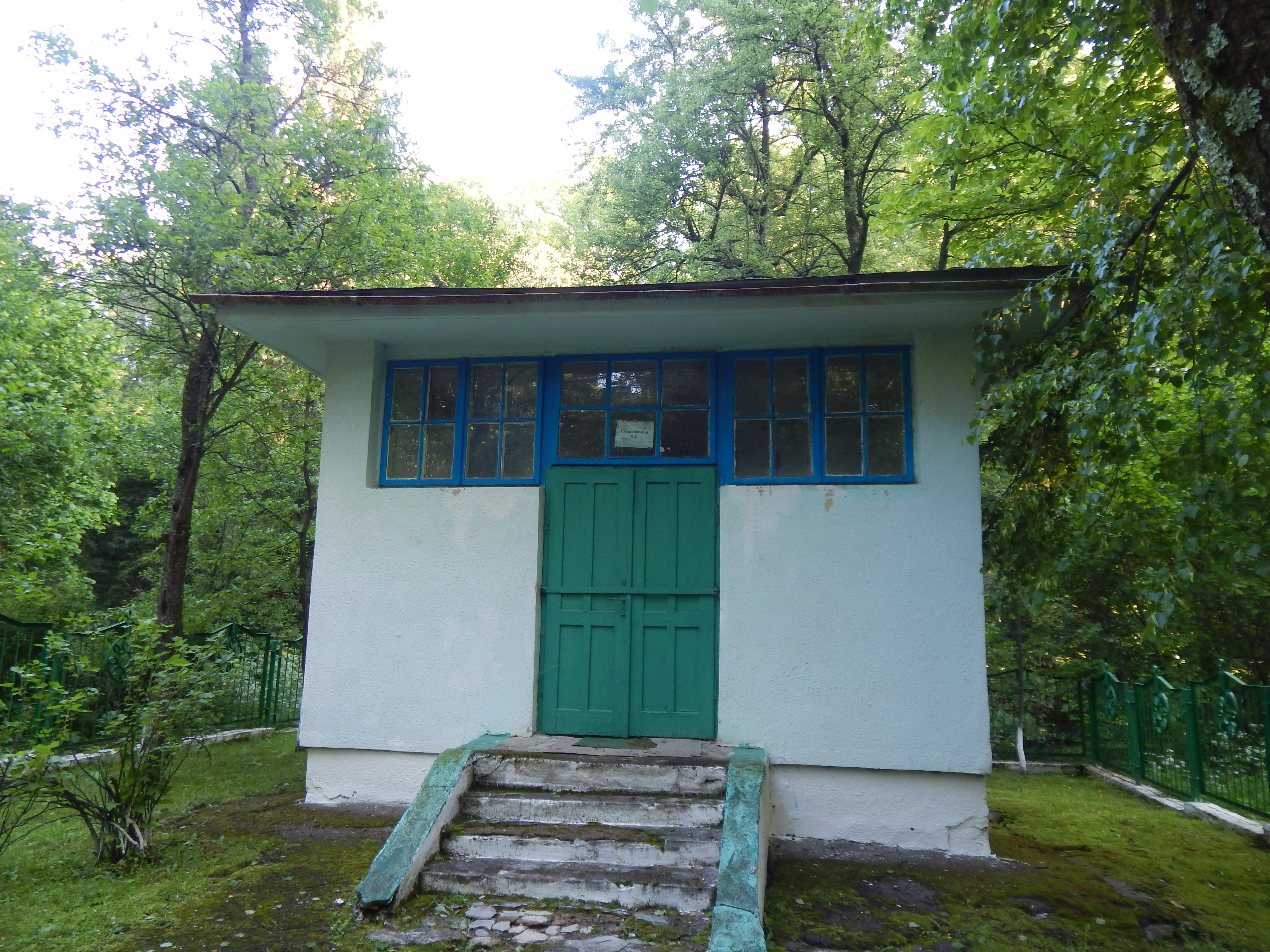
Свердловина 9-Б

У 1964 році, в зв'язку з невисоким дебітом та віддаленістю джерела від бювета, джерело було законсервоване. 
Нині з лікувальною метою, замість мінеральної води з джерела № 2 «Софія», використовується вода свердловин 9-К та 9-Б, які мають ті ж самі лікувальними властивостями що й вода з джерела № 2. 

## Загальні відомості
За складом мінеральна вода джерела є хлоридно-сульфатна або хлоридна натрієва з мінералізацією більш 10 г/л, належить до групи середньомінералізованих вод, серед трускавецьких джерел ця вода має найбільшу мінералізацією. Мінеральна вода містить 29 мгл. вільної вуглекислоти та 0,3 мгл. вільного сірководню, а також у невеликій кількості солі заліза, марганцю, брому, йоду. 
На смак мінеральна вода «Софія» солоно-гіркувата, прозора, коли постоїть – каламутніє. 

## Лікувальні властивості
Мінеральна вода «Софія» з джерела № 2 сприяє лікуванню при захворюваннях шлунково-кишкового тракту, хворобах шлунку, травної системи, зниженій кислотності, при закрепах, малокрів'ї, надмірній вазі тощо. Мінеральна вода «Софія» вживається за 15-20 хв до їжі по 100-150 мл.
Після застосування мінеральної води «Софія» протягом трьох-чотирьох тижні поліпшується апетит, покращується обмін речовин, нормалізуються випорожнення, нерідко припиняються ахолічні проноси.